# 고전번역연구소
고전번역연구소(古典飜譯硏究所)는 대한민국 교육부 산하 한국고전번역원 소속기관이다. 서울특별시 종로구 비봉길 1에 위치하고 있다.

## 주요 업무
- 고전문헌 정리 및 번역에 관한 각종 연구
- 학술회의 주관 및 고전번역연감·학술논문집 편찬 및 배포
- 내·외부 번역 품질 평가